# Łososina Dolna (gemeente)
De gemeente Łososina Dolna is een landgemeente in het Poolse woiwodschap Klein-Polen, in powiat Nowosądecki. De zetel van de gemeente is in Łososina Dolna.
De gemeente grenst aan: Chełmiec, Czchów, Gródek nad Dunajcem, Iwkowa, Laskowa en Limanowa.

## Administratieve plaatsen (sołectwo)
Białawoda, Bilsko, Łęki, Łososina Dolna, Łyczanka, Michalczowa, Rąbkowa, Skrzętla-Rojówka, Stańkowa, Świdnik, Tabaszowa, Tęgoborze, Witowice Dolne, Witowice Górne, Wronowice, Zawadka, Znamirowice, Żbikowice.